# Бьядаш, Тайлер
Тайлер Бьядаш (англ. Tyler Biadasz; 20 ноября 1997, Амхерст, Висконсин) — профессиональный американский футболист, выступающий на позиции центра в клубе НФЛ «Даллас Каубойс». На студенческом уровне играл за команду Висконсинского университета. Обладатель Трофея Римингтона, награды лучшему центру студенческого футбола, в сезоне 2019 года. На драфте НФЛ 2020 года был выбран в четвёртом раунде.

## Биография
Тайлер Бьядаш родился 20 ноября 1997 года в Амхерсте в Висконсине. Там же окончил старшую школу. Во время учёбы он играл в бейсбол и баскетбол, в составе футбольной команды был линейным защиты и нападения. За карьеру сделал 232 захвата и 19 сэков. После окончания школы Бьядаш поступил в Висконсинский университет в Мадисоне.

### Любительская карьера
Сезон 2016 года Бьядаш провёл в статусе освобождённого игрока, тренируясь с командой, но не участвуя в матчах. В футбольном турнире NCAA он дебютировал в 2017 году, сыграл четырнадцать матчей в роли стартового центра и внёс значительный вклад в результат раннинбека Джонатана Тейлора, набравшего на выносе 1977 ярдов. В 2018 году Бьядаш сыграл тринадцать матчей, выносное нападение «Висконсина» стало шестым в NCAA по эффективности, а Тейлор набрал 2194 ярда.
В 2019 году Бьядаш был выбран капитаном команды. Он принял участие в тринадцати играх сезона, на защите паса сыграл 390 снэпов, пропустив всего один сэк. Выносное нападение «Висконсина» в среднем набирало 233,1 ярда за матч, Джонатан Тейлор второй год подряд превзошёл результат в 2000 ярдов. По итогам сезона Бьядаш вошёл в символическую сборную звёзд по пяти разным версиям, стал обладателем Трофея Римингтона лучшему центру и претендовал на Трофей Аутленда лучшему внутреннему линейному.

### Профессиональная карьера
Перед драфтом НФЛ 2020 года аналитик сайта лиги Лэнс Зирлейн характеризовал Бьядаша как качественного центра, разбирающегося в различных схемах блокирования. Среди плюсов игрока он называл его большой опыт игры в лучшем выносном нападении конференции Big Ten, сильные руки, технику игры, хладнокровие, умение работать в двойных блоках, навыки руководства линией нападения. К минусам Зирлейн относил проблемы в игре против физически мощных защитников и ошибки в работе ног, приводящие к потере равновесия.
На драфте Бьядаш был выбран «Далласом» в четвёртом раунде под общим 146 номером. В июле он подписал с клубом четырёхлетний контракт на общую сумму 3,8 млн долларов. По ходу своего первого сезона он был игроком ротации, концовку чемпионата пропустил из-за травмы. Бьядаш стал одним из двух центров, дебютировавших в лиге в 2020 году и проведших на поле более 200 розыгрышей нападения. С оценкой 53,6 балла от сайта Pro Football Focus он занял 33 место среди 37 центров, но опередил своего партнёра по «Каубойс» Джо Луни. В январе 2021 года сайт PFF включил его в состав символической линии нападения, составленной из новичков лиги. В сезоне 2021 года вся линия нападения Далласа испытывала серьёзные проблемы. Бьядаш сыграл в стартовом составе во всех матчах сезона, но стал одним из худших в НФЛ по количеству нарушений правил. Один из скаутов, работающих в лиге, охарактеризовал его как игрока, сильно зависящего от партнёров, и на спад в его игре могла повлиять нестабильность гардов Коннора Уильямса и Коннора Макговерна.